# (48628) Janetfender
(48628) Janetfender est un astéroïde de la ceinture principale.

## Description
(48628) Janetfender est un astéroïde de la ceinture principale. Il fut découvert le 7 septembre 1995 à Haleakala par l'observatoire AMOS. Il présente une orbite caractérisée par un demi-grand axe de 2,28 UA, une excentricité de 0,11 et une inclinaison de 8,0° par rapport à l'écliptique.

## Compléments